# Préludes de Martinů
Les Préludes H. 181 est un ensemble de huit pièces pour piano écrit par Bohuslav Martinů en 1929.
Martinů a écrit de très nombreuses pièces pour piano, que cela soit en solo, en concertos (cinq) ou en musique de chambre. L'essentiel des partitions pour piano seul est constitué de recueils de courtes pièces, à l'exception notable de son unique sonate et sa fantaisie et toccata.
Ses préludes ont été écrits en 1929 à Paris et sont dédicacées à Charlotte Quennehen, sa future femme. Un an plus tard, il en orchestre le second, prélude en forme de scherzo H.181A.
La durée d'exécution de ses huit préludes est d'environ un peu moins de vingt minutes.
- En forme de Blues (poco andante)
- En forme de scherzo (vivo)
- En forme d'andante (adagio)
- En forme de danse (allegro vivo)
- En forme de capriccio (allegretto)
- En forme de largo (lento)
- En forme d'étude (presto)
- En forme de fox-trot (allegro)